# Carreaux Truchet
Les carreaux Truchet sont, en visualisation d'informations et en conception graphique, des carreaux carrés décorés de motifs non symétriques de rotation. Lorsqu'ils sont placés dans un pavage carré du plan, ils peuvent former des motifs variés, et l'orientation de chaque carreau peut être utilisée pour visualiser des informations associées à la position du carreau dans le pavage.
Les tuiles Truchet sont décrites pour la première fois dans un mémoire de 1704 de Sébastien Truchet intitulé Mémoire sur les combinaisons, et sont popularisées en 1987 par Cyril Stanley Smith.

## Variantes

### Triangles contrastés

Le carreau examiné à l'origine par Truchet est partitionné le long de sa diagonale en deux triangles de couleurs contrastées, offrant ainsi quatre orientations distinctes.
Quelques exemples de remplissage de surface réalisés en carrelage selon un tel motif.
Avec un schéma :
Avec placement aléatoire :

### Quarts de cercle
Une variante fréquemment rencontrée des carreaux Truchet, conçue par Smith (1987), orne chaque carreau de deux quarts de cercle reliant les milieux des côtés adjacents. Chacun de ces carreaux présente deux orientations possibles.
On a un tel carrelage :

Ce type de tuile a également été utilisé dans les jeux de stratégie abstraits Trax et Black Path Game, avant les travaux de Smith. 

### Diagonal
Un labyrinthe peut être généré par des tuiles en forme de carré blanc avec une diagonale noire. Comme pour les carreaux en quart de cercle, chacun de ces carreaux a deux orientations. La connectivité du labyrinthe résultant peut être analysée mathématiquement en utilisant la théorie de la percolation comme percolation de liaison au point critique d'une grille orientée en diagonale. Nick Montfort considère que la seule ligne du Commodore 64 BASIC nécessaire pour générer de tels modèles - 10 PRINT CHR$(205.5+RND(1)); : GOTO 10 - est « un poème concret, un poème trouvé ». 

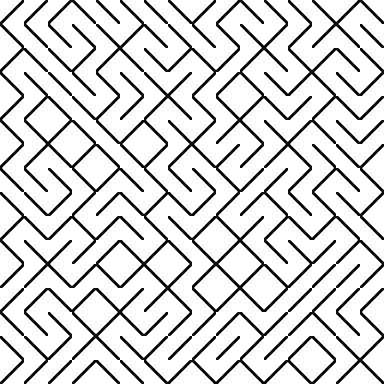
Un labyrinthe généré à partir de tuiles diagonales